# 7,7-cm-Feldkanone 16
Die 7,7-cm-Feldkanone 16 (kurz FK 16) war eine leichte Feldkanone, die vom deutschen Heer im Ersten Weltkrieg und modifiziert in der Reichswehr, der belgischen und niederländischen Armee bis in die 1920er Jahre verwendet wurde.

## Geschichte

### Erster Weltkrieg
Die 7,7-cm-Feldkanone 16 ersetzte die 7,7 cm Feldkanone 96 n/A (n/A = neue Art) in der Feldartillerie und brachte eine Vereinfachung der Produktion mit sich. Bei Einsatzbeginn zeigten sich jedoch zahlreiche Mängel durch die Verwendung von minderwertigen Ersatzmetallen, die zu Nachbesserungen in der Produktion zwangen. Durch ähnliche Mängel bei der Herstellung der Granaten kam es zudem vermehrt zu Rohrkrepierern.
Im Gegensatz zur 7,7-cm-Feldkanone 96 n/A war das Geschütz wegen seines größeren Gewichts weniger beweglich, erzielte aber durch die vergrößerte Kaliberlänge und den größeren Rohrerhöhungsbereich eine höhere Reichweite. Dennoch wurde auch hier weiterhin der Munitionswagen 96 n/A zur Mobilmachung und Munitionsversorgung weiter genutzt.
Das Kaliber von 7,7 cm verhinderte die Verwendung des Geschützes als Beutewaffe für alliierte Nationen, deren Munition bei Kalibern von 7,5 cm (Frankreich) oder 7,62 cm (Russland und Großbritannien) nicht verschossen werden konnte, während umgekehrt französische oder russische Beutegeschütze aufgebohrt und auf das Kaliber von 7,7 cm erweitert werden konnten.

### Nachkriegsverwendung
Auf das gängigere Kaliber von 7,5 cm umgerüstet, wurde die Waffe als 7,5 cm Feldkanone 16 n/A zum Standardgeschütz der Reichswehr. Die Artillerie der Wehrmacht verfügte bei Kriegsbeginn 1939 noch über 298 Geschütze dieses Typs.

## Munition
Der volle Schuss bestand aus dem Geschoss mit Zünder sowie der Treibladung mit rauchlosem Pulver, die mittels Metallkartuschen geladen wurde. Neben Sprenggeschossen wurden Schrapnellgeschosse, Tankabwehrgranaten, Rauchgeschosse, Leuchtgeschosse und Gasgranaten verschossen. Dabei wurden Aufschlag- oder einstellbare Zeitzünder verwendet.

## Bilder

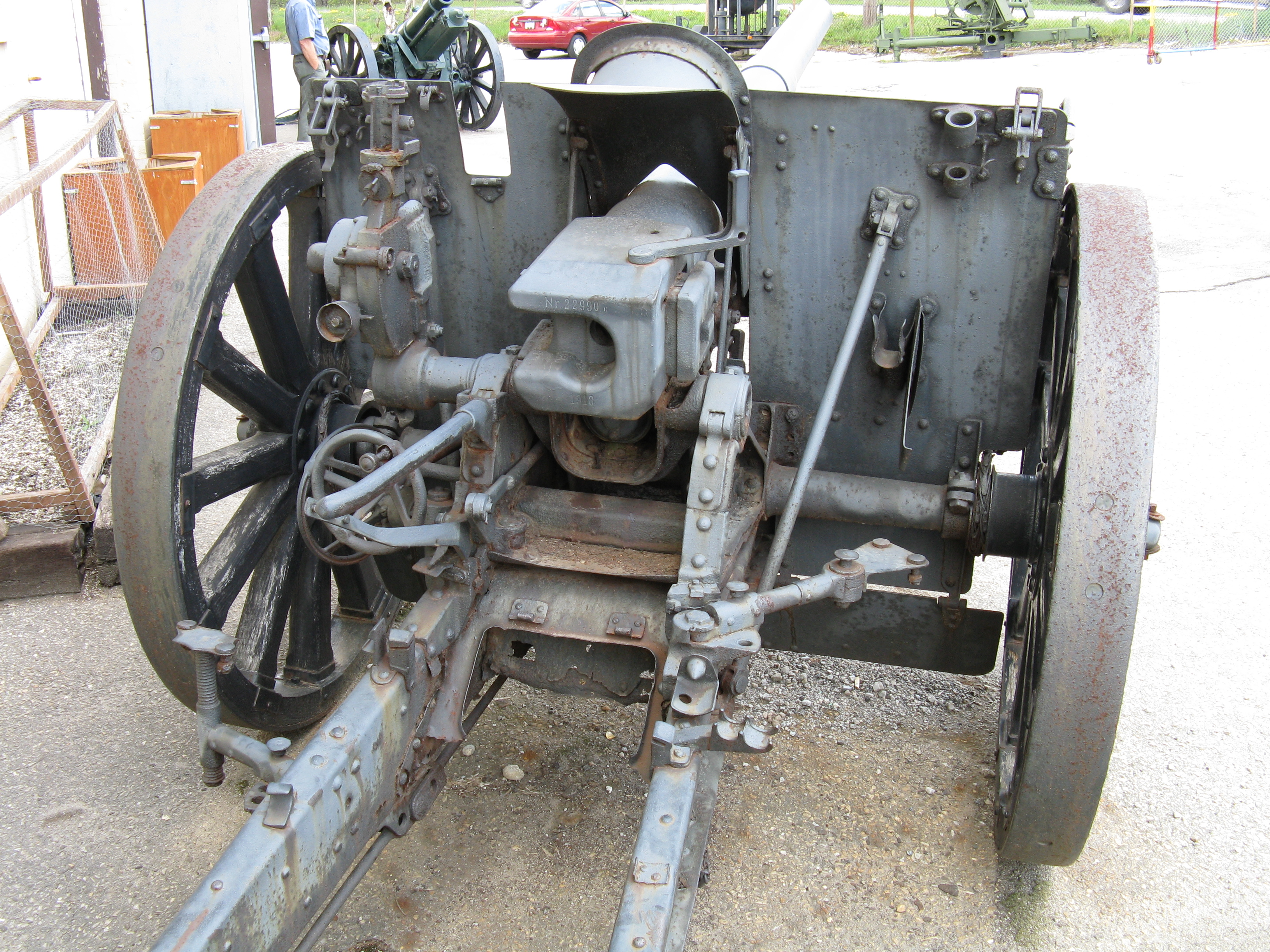
Blick auf Halterung für die Zieleinrichtung
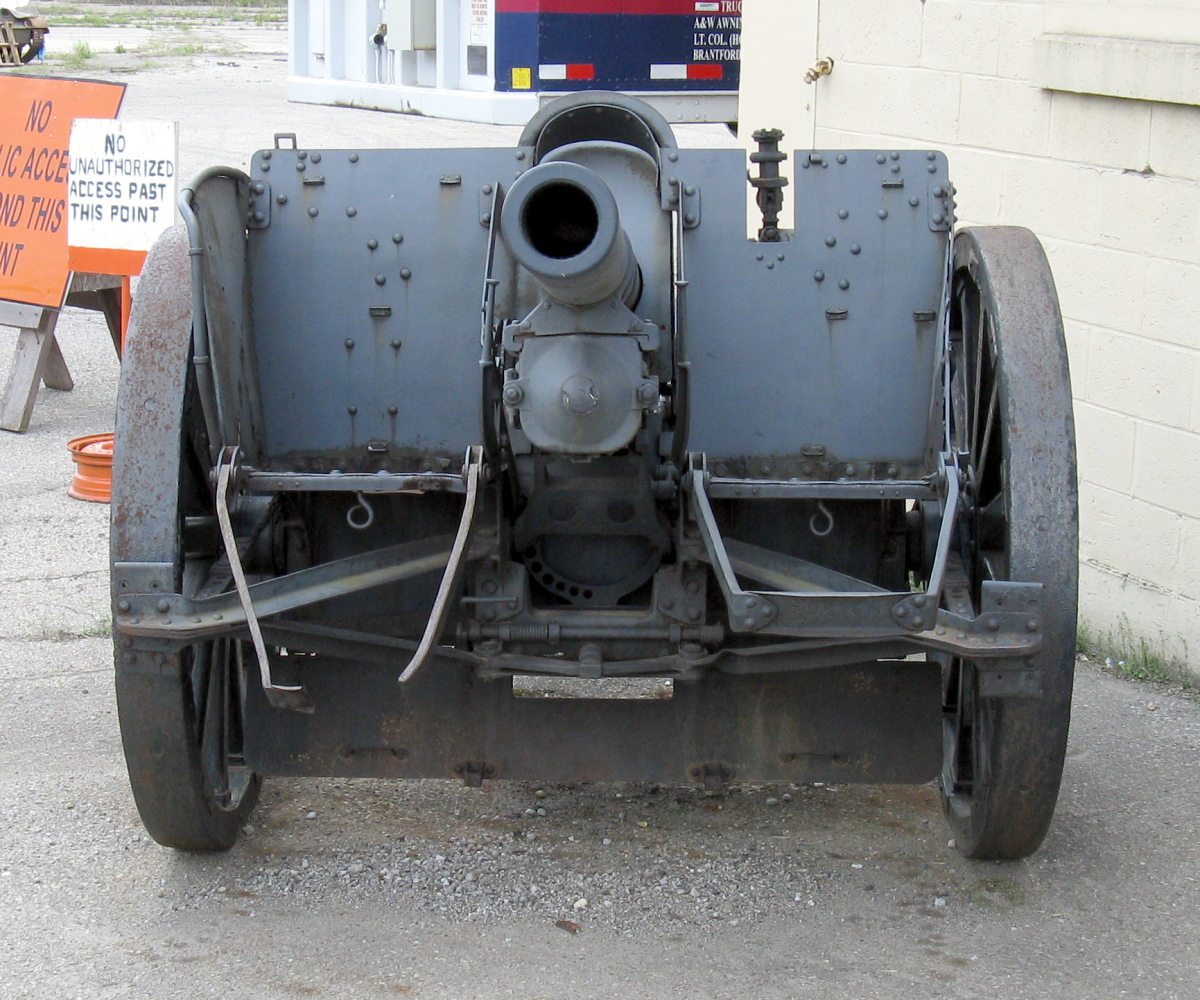
Ansicht von vorn mit Schutzschild
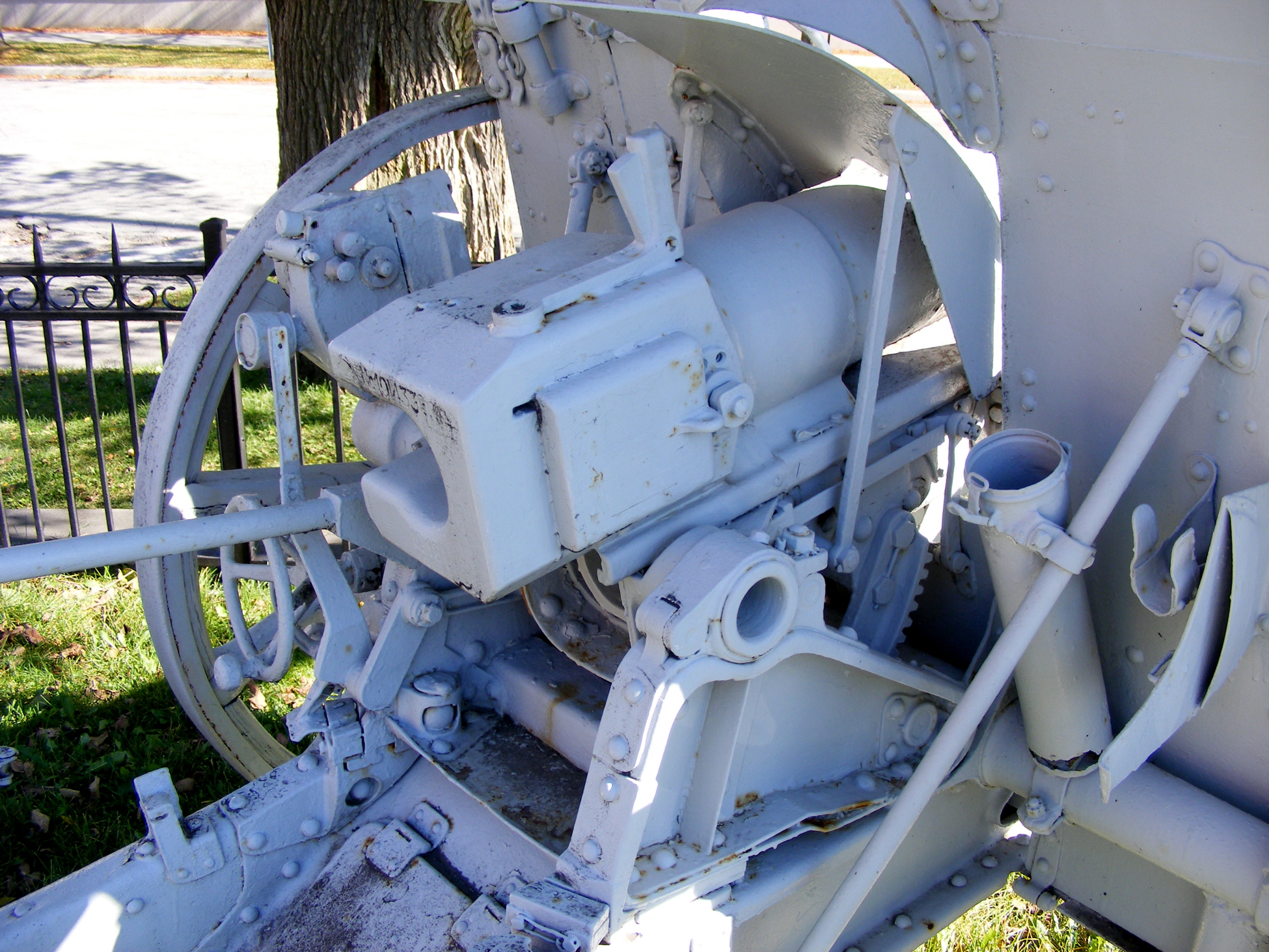
Blick auf Ladeeinrichtung und Verschluss
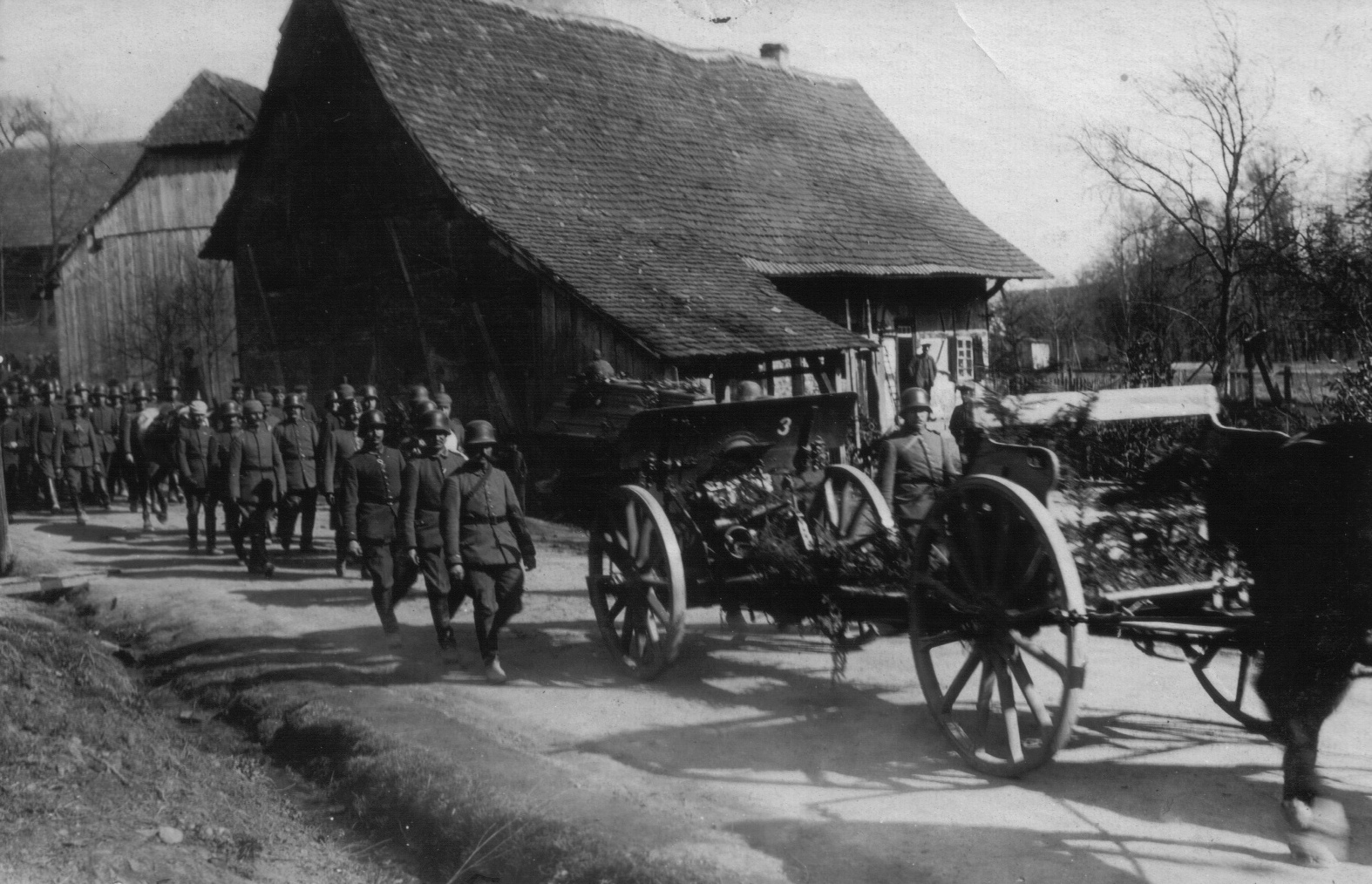
Bespanntes Geschütz im Gefechtseinsatz
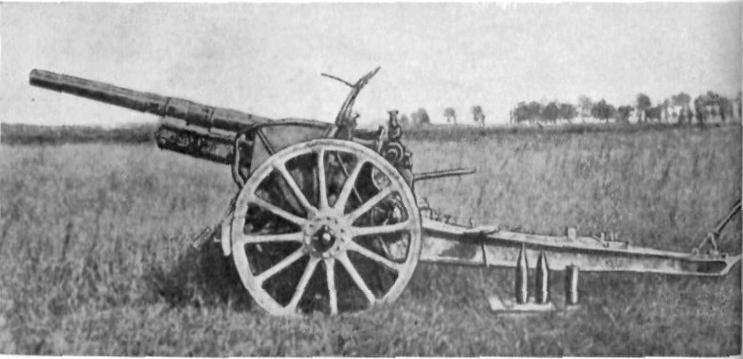
Geschütz in Feuerstellung mit Munition
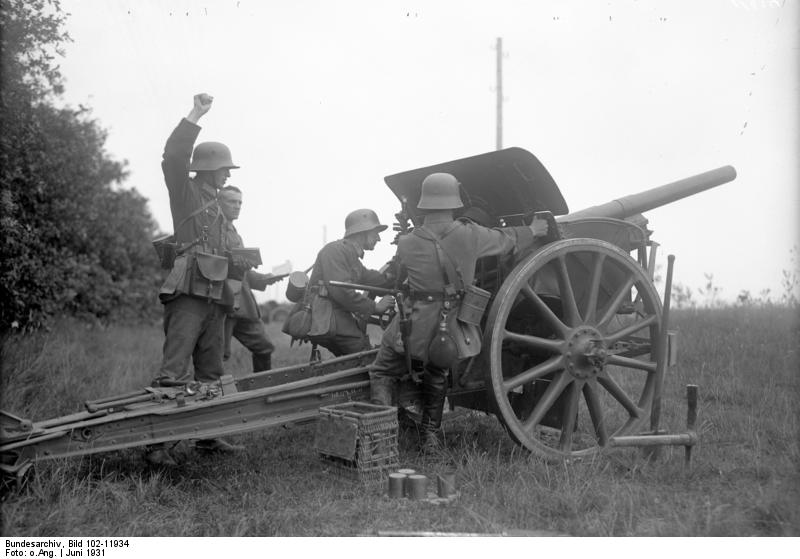
7,5 cm FK 16 n. A. der Reichswehr